# Águas Purificadoras
Águas Purificadoras é o terceiro álbum ao vivo da banda brasileira Diante do Trono, gravado no dia 15 de julho de 2000, no Parque de Exposições Bolívar Andrade (Parque da Gameleira ou Expominas), Belo Horizonte, Minas Gerais e lançado no mesmo ano.
O projeto mantém as características dos discos anteriores, mas geralmente é considerado como a obra que consolidou a notoriedade da banda no Brasil.
O álbum recebeu avaliações favoráveis da mídia especializada: Foi eleito o 73º melhor disco da década de 2000, de acordo com lista publicada pelo Super Gospel. Em 2015, foi considerado, por vários historiadores, músicos e jornalistas, como o 80º maior álbum da música cristã brasileira, em uma publicação dirigida pelo mesmo portal.
Vendas
O CD vendeu mais de 1.500.000 cópias, recebendo a certificação de Disco de Diamante. O DVD vendeu mais de 50.000 cópias, sendo certificado como Disco de Platina.

## Antecedentes
No anterior à gravação do Águas purificadoras, o grupo mineiro lançou o álbum Exaltado, gravado na Igreja Batista da Lagoinha, em Belo Horizonte.
A partir de Exaltado, o Diante do Trono começou a fazer apresentações por todo o Brasil e a popularidade da banda começou a crescer entre os evangélicos, foi se consolidando com suas viagens a estados brasileiros e com sua expressiva venda de discos. 
Diferente do últimos CDs, Diante do Trono e Exaltado, foi decidido que a gravação do Águas purificadoras, em 2000, as fronteiras seriam expandidas e se escolheria um lugar maior, para que mais pessoas pudessem acompanhar. Assim sendo, foi escolhido o lugar da gravação, o Parque Bolívar de Andrade ou Parque da Gameleira, em BH. A previsão que se fazia era de que aproximadamente 20 mil pessoas prestigiariam a gravação.

## Gravação
No dia 15 de julho foi gravado o trabalho. Um grande palco foi montado, onde coral, músicos, cantores e dançarinos puderam ficar juntos pela primeira vez numa mesma plataforma, diferente das gravações na Lagoinha. De uma previsão de 20 mil pessoas e uma capacidade máxima do parque de 50 mil, a gravação teve um público de 70 mil pessoas, surpreendendo a todos. As estradas e os meios de transporte coletivo que dão acesso ao parque ficaram sobrecarregados durante toda a noite da gravação.

## Repertório
| Críticas profissionais | Críticas profissionais |
| Avaliações da crítica  | Avaliações da crítica  |
| Fonte                  | Avaliação              |
| ---------------------- | ---------------------- |
| Super Gospel           | (favorável)            |
| O Propagador           | [ 1 ]                  |

Todas as músicas do repertório são de autoria de Ana Paula Valadão, como "Tempo de festa" e "Águas purificadoras" (música que dá nome ao CD).
O CD começa com uma abertura instrumental criada pelo tecladista e arranjador musical do CD, Paulo Abucater, que depois entra com "Tempo de festa". No DVD, contém três espontâneos, que são as ministrações cantadas.
A faixa-título foi regravada posteriormente para o álbum comemorativo Tempo de festa, além de estar presente também no álbum Tu reinas (sendo essa versão traduzida para o alemão), e integrar a faixa "Medley DT" do DVD e CD bônus de Sol da justiça, e estar presente como espontâneo do DVD Aleluia (como um medley com a canção "Manancial"). A canção também possui duas versões instrumentais, sendo a primeira no álbum Sem palavras e a segunda presente no DVD Sol da justiça, sendo parte dos créditos finais. 
A canção "Tempo de festa" foi regravada em 2007, dando nome ao álbum comemorativo do grupo, e também integra os álbuns Brasil Diante do Trono 1, Sem palavras, Com intensidade, Para adorar o Senhor (CD ao vivo de Crianças Diante do Trono), e é citada no álbum Sol da justiça, num pot-pourri com a canção "Hosana", sendo esta versão traduzida para o finlandês. A canção "A vitória da cruz" foi regravada no álbum infantil Para adorar o Senhor (CD ao vivo de Crianças Diante do Trono), assim como no álbum Sem palavras, e os comemorativos Com intensidade e Renovo, sendo nesse último um medley com a canção "Mais que vencedor". Essa versão faz parte do registro audiovisual Tetelestai, e foi traduzida para o alemão no álbum Deutschland vor dem Thron (2015). A canção "À sombra do Altíssimo" foi regravada posteriormente no álbum Brasil Diante do Trono 1 e também no álbum Tetelestai, sendo essa versão parte da tour promocional do disco citado. A canção "O cheiro das águas" foi regravada posteriormente no álbum Tu reinas. A canção "O Espírito e a noiva dizem: Vem!" foi regravada no álbum Tetelestai, além de ter sido citada no registro audiovisual de Aleluia, como espontâneo.

## Faixas
Todas as faixas escritas e compostas por Ana Paula Valadão. 
| N.º            | Título                                             | Duração |  |
| 1.             | "Abertura"                                         | 0:41    |  |
| 2.             | "Tempo de Festa"                                   | 5:45    |  |
| 3.             | "Eu quero o Avivamento"                            | 6:04    |  |
| 4.             | "A Vitória da Cruz"                                | 8:01    |  |
| 5.             | "Quando Deus Escolhe Alguém"                       | 4:31    |  |
| 6.             | "À Sombra do Altíssimo + Palavra Jó 14.9"          | 7:53    |  |
| 7.             | "O Cheiro das Águas"                               | 6:15    |  |
| 8.             | "Águas Purificadoras + Cânticos Espontâneos"       | 16:03   |  |
| 9.             | "O Bálsamo de Gileade + Palavra Os Planos de Deus" | 6:23    |  |
| 10.            | "Deus Fiel"                                        | 5:45    |  |
| 11.            | "O Espírito e a Noiva Dizem: Vem"                  | 5:37    |  |
| Duração total: | Duração total:                                     | 1:13:08 |  |

## Faixas DVD
1. Abertura
2. Tempo de Festa
3. Eu Quero o Avivamento
4. A Vitória da Cruz
5. Quando Deus Escolhe Alguém
6. Cântico Espontâneo
7. À Sombra do Altíssimo
8. Palavra Jô 14.9
9. O Cheiro das Águas
10. Águas Purificadoras
11. Espontâneos Águas Purificadoras
12. O Bálsamo de Gileade
13. Palavra: Os Planos de Deus
14. Deus Fiel
15. O Espírito e a Noiva Dizem: Vem
16. Tempo de Festa (Reprise)
17. Oração do Pastor Márcio
18. Encerramento Créditos Finais